# Penggung (Nawangan)
Penggung is een bestuurslaag in het regentschap Pacitan van de provincie Oost-Java, Indonesië. Penggung telt 6356 inwoners (volkstelling 2010).